# Едвін Гормен
Едвін Фредерік Гормен (англ. Edwin Frederick "Ed" Gorman, 25 вересня 1892, Бакінгем, Квебек — 10 березня 1963) — канадський хокеїст, що грав на позиції захисника.
Володар Кубка Стенлі.

## Ігрова кар'єра
Професійну хокейну кар'єру розпочав 1924 року.
Протягом професійної клубної ігрової кар'єри, що тривала 5 років, захищав кольори команд «Оттава Сенаторс» та «Торонто Мейпл-Ліфс».
У 1927 році, граючи за команду «Оттава Сенаторс», став володарем Кубка Стенлі.
Загалом провів 116 матчів у НХЛ, включаючи 6 ігор плей-оф Кубка Стенлі.